# Domostroj
Domostroj – zabytek literatury staroruskiej z XVI w. będący zbiorem przepisów obyczajowo-prawnych, które miały za zadanie regulować życie rodziny bojarskiej oraz jej stosunek do władającego cara i religii. Ponownie opracowany przez doradcę Iwana IV Groźnego, Sylwestra.
Zawierał porady rodzinne, religijne, a nawet kulinarne. Zalecał bicie żon i synów. W przypadku tych drugich nie zalecał wspólnej zabawy, czy nawet przychylnego traktowania, ponieważ mogło to narazić na szwank ojcowski autorytet.